# Kinnared
För byn Kinnared i Ulricehamns kommun, se Kinnared, Ulricehamns kommun.
Kinnared är en tätort i Kinnareds distrikt i Hylte kommun, Hallands län och kyrkby i Kinnareds socken i Halland.

## Historia
Genom orten går järnvägslinjen Halmstad-Nässjö som färdigställdes 1882. En järnväg byggdes även mellan Kinnared och Fegen Kinnared–Fegens Järnväg. Den invigdes 1885 men såldes senare till HNJ. Via Fegen–Ätrans Järnväg kunde man komma vidare både till Varberg och Falkenberg.
Järnvägen Kinnared–Fegens Järnväg las ner 1961.

### Befolkningsutveckling
| Befolkningsutvecklingen i Kinnared 1960–2020                                                 | Befolkningsutvecklingen i Kinnared 1960–2020 | Befolkningsutvecklingen i Kinnared 1960–2020 | Befolkningsutvecklingen i Kinnared 1960–2020 | Befolkningsutvecklingen i Kinnared 1960–2020 |
| -------------------------------------------------------------------------------------------- | -------------------------------------------- | -------------------------------------------- | -------------------------------------------- | -------------------------------------------- |
|                                                                                              |                                              |                                              |                                              |                                              |
| År                                                                                           |                                              |                                              | Folkmängd                                    | Areal (ha)                                   |
| 1960                                                                                         | 1960                                         |                                              | 272                                          |                                              |
| 1965                                                                                         | 1965                                         |                                              | 313                                          |                                              |
| 1970                                                                                         | 1970                                         |                                              | 368                                          |                                              |
| 1975                                                                                         | 1975                                         |                                              | 412                                          |                                              |
| 1980                                                                                         | 1980                                         |                                              | 425                                          |                                              |
| 1990                                                                                         | 1990                                         |                                              | 368                                          | 87                                           |
| 1995                                                                                         | 1995                                         |                                              | 322                                          | 88                                           |
| 2000                                                                                         | 2000                                         |                                              | 307                                          | 88                                           |
| 2005                                                                                         | 2005                                         |                                              | 297                                          | 88                                           |
| 2010                                                                                         | 2010                                         |                                              | 287                                          | 91                                           |
| 2015                                                                                         | 2015                                         |                                              | 309                                          | 109                                          |
| 2020                                                                                         | 2020                                         |                                              | 319                                          | 90                                           |
| Anm.: https://www.scb.se/hitta-statistik/statistik-efter-amne/miljo/markanvandning/tatorter/ |                                              |                                              |                                              |                                              |

## Samhället
Orten har dagligvarubutik, förskola samt låg- och mellanstadieskola samt en textilbutik.
Svenska kyrkans kyrka är Kinnareds kyrka med delar från 1200-talet. Vid Kinnareds kyrka ligger församlingshemmet.

## Kommunikation
Samhället ligger längs järnvägslinjen Halmstad-Nässjö samt har i övrigt goda vägförbindelser med Torup och Hyltebruk. Vandringsleden Gislavedsleden startar i Kinnared. Gislavedsleden ansluter till Hallandsleden.

## Näringsliv
Företaget Gnotec Mefa är till stor del underleverantör till fordonsindustrin. Kinnareds såg tillhör Deromegruppen och tillverkar sågade och hyvlade trävaror samt pellets.